# Harmath Artemisz
Harmath Artemisz (1979–) magyar irodalomtörténész, kritikus, tanár. Férje Térey János volt, házasságukból két gyermek született.

## Élete és munkássága
A Károli Gáspár Református Egyetem magyar szakán, valamint az egyetem főiskolai karának hittanoktató szakán végzett 2003-ban. Doktori disszertációját 2010-ben védte meg az Eötvös Loránd Tudományegyetemen irodalomelmélet szakterületen Weöres Sándor költészetének kockázatelméleti megközelítéséből. Fő kutatási területe a XX-XXI. századi magyar líra. 
Írásai többek között az Alföld, a Kalligram, a Parnasszus, A Vörös Postakocsi, a Tiszatáj folyóiratokban jelennek meg. 2020-ban megszervezte és azóta vezeti az Ifjúsági és Gyerekirodalmi Centrumot, amely többek között a Vadlazac akkreditált, kortárs irodalom-központú tanártovábbképzés és a MeseCentrum Online Magazin háttérműhelye a Petőfi Kulturális Ügynökség keretein belül. 
Előadásokat, tanártovábbképzést és workshopokat tart a kortárs líra, a gyereklíra, a gyerekirodalom és intézményrendszerei, a magyarországi olvasási szokások és a kortárs gyerekirodalom kapcsolatáról országszerte és határon túl. Rendszeresen közöl gyerekirodalmi kritikát (MagyarHang, Népszava, Alföld, MeseCentrum, Szépirodalmi Figyelő, Magyar Kultúra stb.). A Térey János-hagyaték egyik gondozója és egyetlen jogörököse.

## Kötetei
- Kacér romok.  A kortárs magyar líráról (Kalligram, 2012)
- Szüntelen jóvátétel. Újraolvasni Weörest (Helikon, 2013)
- Esküdj! Amit egy nőnek feltétlenül tudni kell; Libri, Bp., 2015

## Díjai
- 2005-2008: Faludi Ferenc Ösztöndíj
- 2009: Klebelsberg Kunó Ösztöndíj – Berlin
- 2011: NKA Szépirodalmi Kollégiumának ösztöndíja
- 2014: Írók Boltja Könyvösztöndíj
- 2015: A Magyar Tudományos Akadémia Pedagógus Kutatói Pályadíja